# Vanneau indien
Vanellus indicus
Espèce
Synonymes
- Tringa indica (protonyme)
- Lobivanellus indicus
- Hoplopterus indicus

Statut de conservation UICN

 LC  : Préoccupation mineure
Le Vanneau indien (Vanellus indicus) est une espèce d'oiseaux limicoles de la famille des Charadriidae.

## Aire de répartition
Cet oiseau vit en Irak, Iran, au Pakistan, en Afghanistan, Inde, Cachemire, Népal et Asie du Sud-Est.

Carte de répartition des vanneaux indiens

## Description

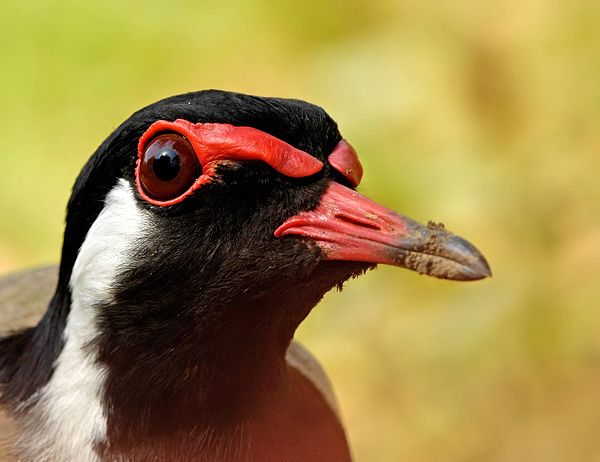
Les caroncules.

Le Vanneau indien est un grand échassier mesurant environ 35 cm de long (un peu plus gros qu'un pigeon biset mais avec des jambes plus longues). Son envergure est d'environ 80 cm. Les ailes et le dos sont brun clair avec des reflets violets, mais la tête, la poitrine et la partie antérieure du cou sont noirs. Une large bande blanche s'étend entre ces deux couleurs, depuis la queue jusqu'à la couronne. La queue, courte, est à bout noir. Il a une caroncule charnue rouge en avant de chaque œil, un bec rouge à bout noir et de longues pattes jaunes. En vol, on voit une grande barre alaire blanche formée par les plumes secondaires.
Il a une masse de 110 à 230 g.
La sous-espèce aigneri est légèrement plus pâle et plus grande que la sous-espèce nominale et se trouve en Turquie, Iran, Irak, Afghanistan et dans la vallée de l'Indus. La sous-espèce nominale se trouve dans toute l'Inde. La sous-espèce lankae du Sri Lanka est plus petite et plus foncée, alors que la sous-espèce atronuchalis rencontrée dans le nord-est de l'Inde et l'est du Bangladesh a une joue blanche entourée de noir.
Mâles et femelles ont des plumages semblables, mais les mâles ont des ailes légèrement plus longues et ont tendance à avoir un éperon tarsien plus long.
Habituellement rencontré à deux ou en petits groupes, non loin de l'eau, il peut former de grandes bandes en hiver, en dehors de la saison de reproduction.

## Habitat
Le vanneau indien vit dans des contrées ouvertes proches des sources d'eau fraîche ou saumâtre comme les marais, les bords de rivière, les rizières, les jeehls, les bancs de vase, les prairies humides et les réservoirs artificiels. Il apprécie particulièrement les cultures de céréales, les prairies et les pâtures, les jardins de grande taille.

## Nutrition
Le vanneau indien est insectivore.
Il mange des coléoptères et d'autres insectes, y compris de papillons, des fourmis, des larves de mouche, des sauterelles, des criquets, des punaises, des pinces-oreilles et des termites.
Il ingurgite aussi des mollusques, des vers de terre et des crustacés.

## Reproduction

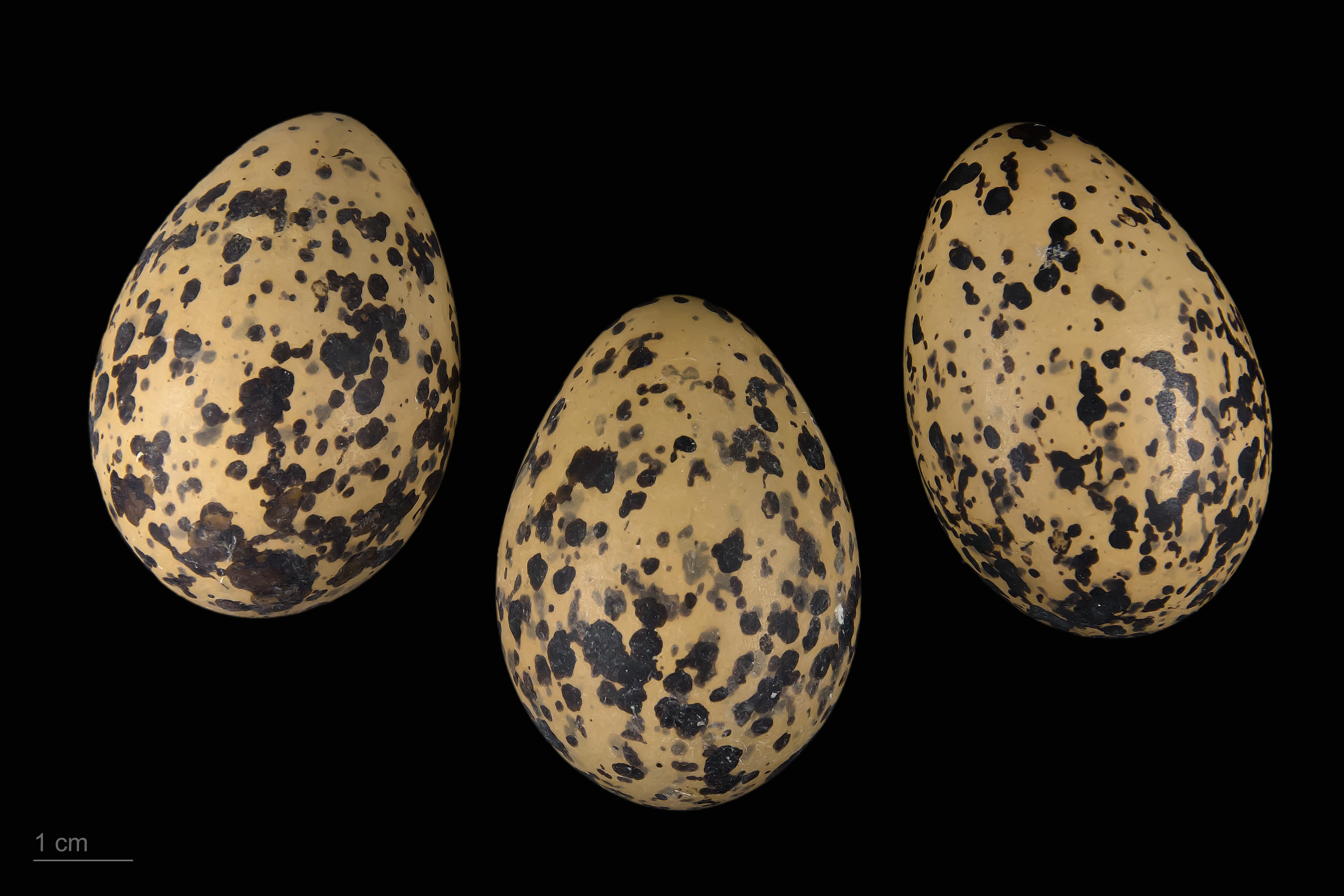
Œufs de Vanellus indicus aigneri - Muséum de Toulouse

Le vanneau indien construit un nid qui est souvent une simple dépression naturelle ou un grattage au sol. La petite cavité est parcimonieusement garnie de végétaux ou non. Le lieu de ponte qui contient 3 ou 4 œufs ornés de taches noires est parfois entouré d'un petit parapet de petits galets de pierre ou de bouses séchées. Les deux parents couvent à tour de rôle pendant 25 jours les œufs. Les oisillons naissent avec une grosse tête, de longues pattes et un plumage parsemé de taches noires et blanches.

## Sous-espèces
D'après la classification de référence (version 14.1, 2024) de l'Union internationale des ornithologues, le Vanneau indien possède 4 sous-espèces (ordre philogénique) :
- Vanellus indicus aigneri (Laubmann, 1913)	: Est de la Turquie, Irak, Nord-Est de la péninsule arabique, Sud du Turkménistan, Afghanistan, Pakistan ;
- Vanellus indicus indicus (Boddaert, 1783) : du centre du Pakistan au Népal et au Bangladesh ;
- Vanellus indicus (Koelz, 1939) : Sri Lanka ;
- Vanellus indicus (Jerdon, 1864) : Nord-Est de l'Inde, Sud-Ouest de la Chine, Sud-Est de l'Asie et péninsule Malaise.

## Galerie de photographies

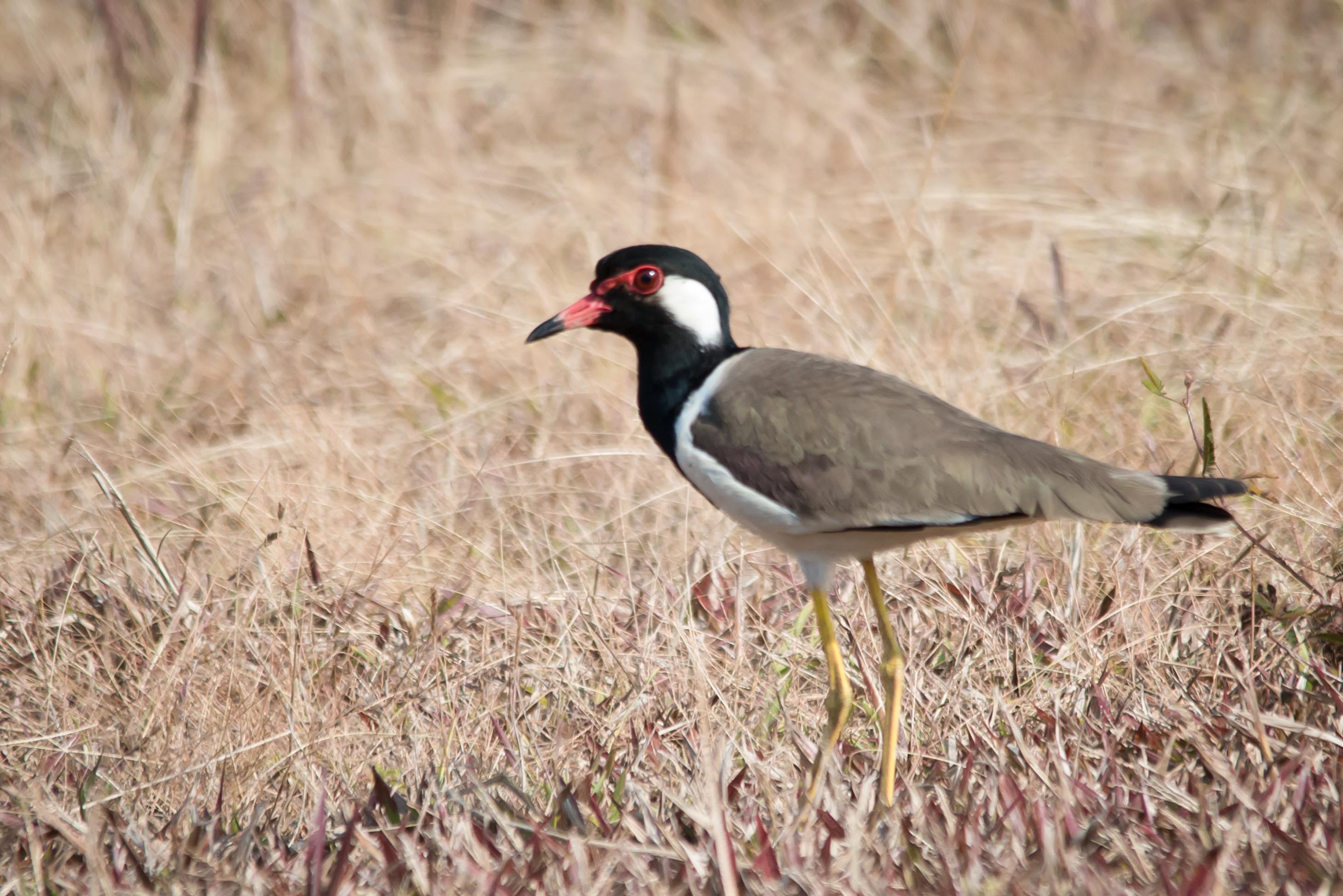
Parc national de Khao Yai, Thaïlande
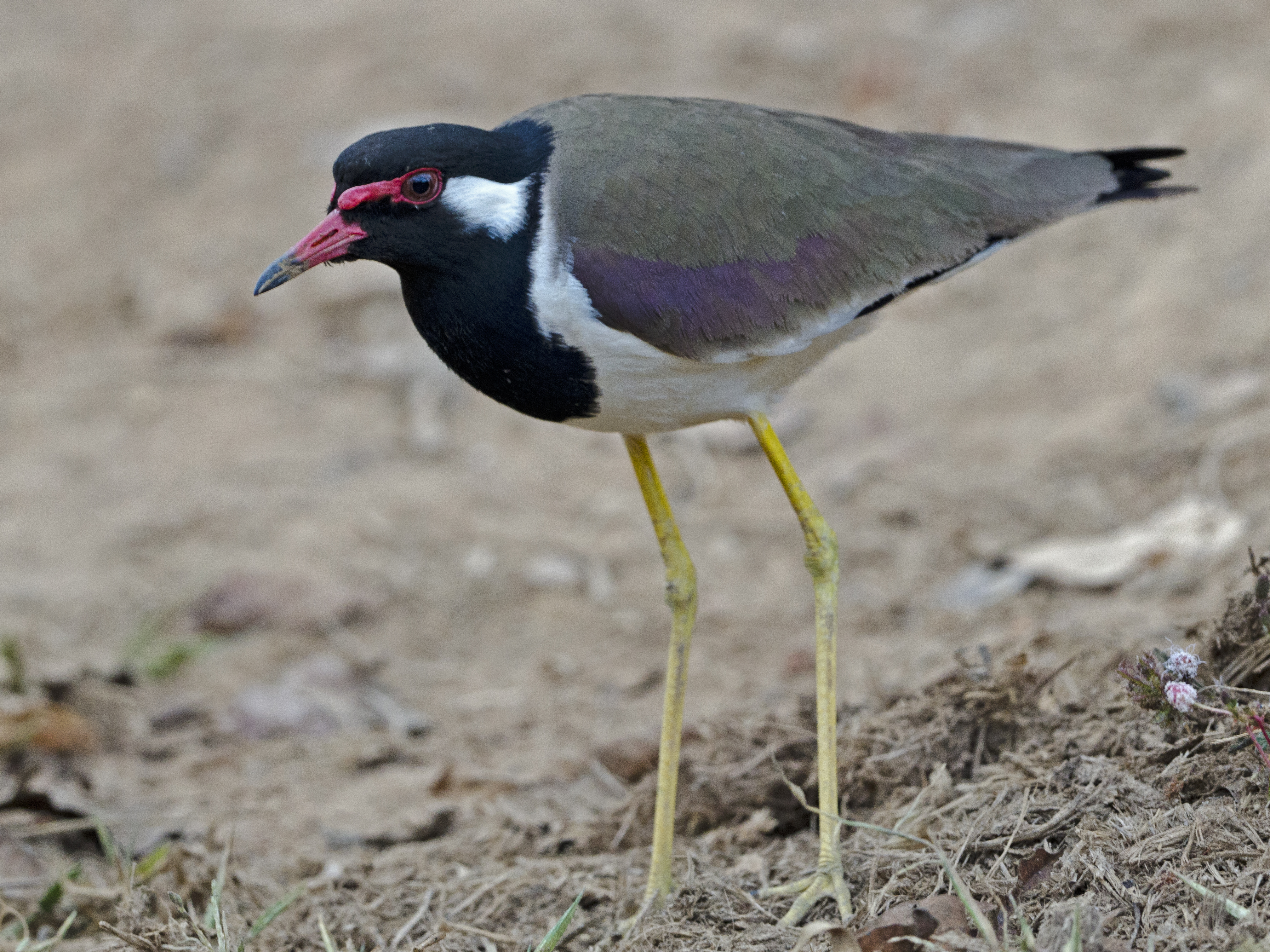
Parc national de Kaeng Krachan, Thaïlande

## Taxinomie
D'après Alan P. Peterson, cette espèce est constituée des sous-espèces suivantes :
- V. i. aigneri (Laubmann, 1913) : du sud-est de la Turquie au Pakistan ;
- V. i. indicus (Boddaert, 1783) : du centre du Pakistan au Népal, nord-est de l'Inde et Bangladesh ;
- V. i. lankae (Koelz, 1939) : Sri Lanka ;
- V. i. atronuchalis (Jerdon, 1864)	: du nord-est de l'Inde au sud de la Chine, Indochine, péninsule Malaise et nord du Sumatra.